# Nederlands kampioenschap voetbal
Om het Nederlands kampioenschap voetbal wordt sinds 1888 gestreden, sinds 1898 officieel.

## Geschiedenis
Het Nederlandse voetbal was tot 1954 een amateurcompetitie. De landskampioen werd bepaald door middel van een kampioenscompetitie tussen de kampioenen van de verschillende hoofdklassen, die tot 1950 regionaal verdeeld waren. Toen in 1954 het betaald voetbal werd ingevoerd, bleef dit systeem in eerste instantie bestaan, maar vanaf het seizoen 1956/1957 werd de eredivisie ingevoerd. Sindsdien is de kampioen van de eredivisie ook automatisch landskampioen.
Met ingang van het seizoen 2007/08 mogen clubs met tien of meer landskampioenschappen een ster op hun shirt dragen. Per tien kampioenschappen krijgen ze er een ster bij. Ajax en PSV begonnen met twee sterren en Feyenoord en HVV (laatstgenoemde komt in het seizoen 2024-2025 uit in de eerste klasse amateurs) met één ster. Ajax kreeg er in 2011 een derde bij.

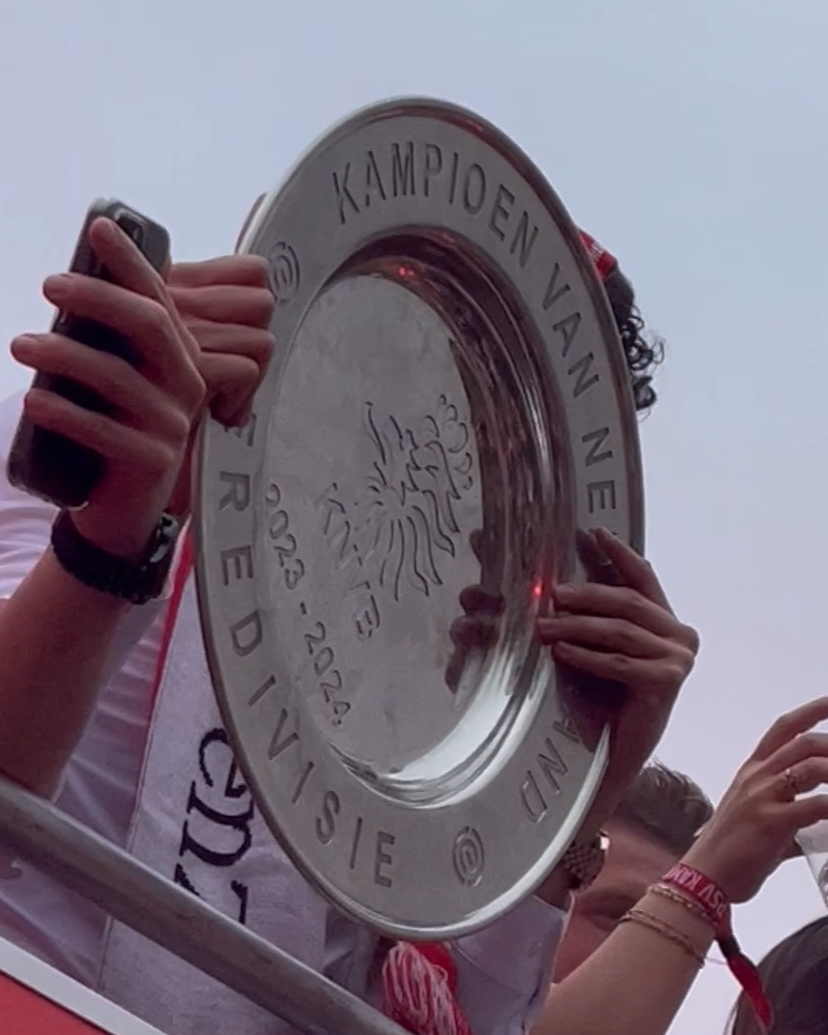
Imitatie van de kampioensschaal 2023-2024

Sinds het seizoen 1984/85 wordt aan de landskampioen een schaal uitgereikt ter herinnering aan het behaalde kampioenschap. Deze kampioensschaal wordt elk seizoen opnieuw vervaardigd; de winnende club mag haar houden. De tekst boven op de buitenring is KAMPIOEN VAN NEDERLAND met onderaan EREDIVISIE. Op het middengedeelte staat het logo van de KNVB gegraveerd met eronder het seizoen waarin de schaal is gewonnen. Feyenoord kreeg achteraf nog een schaal voor het seizoen 1983/84.
Ter gelegenheid van het 60-jarig bestaan van de Eredivisie ontving Feyenoord als landskampioen van het seizoen 2016/17 een gouden kampioenschaal.

## Nederlandse landskampioenen

### Kampioenscompetities
| Jaar      | Club            | Gemeente         |
| --------- | --------------- | ---------------- |
| 1888/89   | Concordia       | Rotterdam        |
| 1889/90   | HFC             | Haarlem          |
| 1890/91   | HVV             | Den Haag         |
| 1891/92   | RAP             | Amsterdam        |
| 1892/93   | HFC             | Haarlem          |
| 1893/94   | RAP             | Amsterdam        |
| 1894/95   | HFC             | Haarlem          |
| 1895/96   | HVV             | Den Haag         |
| 1896/97   | RAP             | Amsterdam        |
| 1897/98   | RAP             | Amsterdam        |
| 1898/99   | RAP             | Amsterdam        |
| 1899/00   | HVV             | Den Haag         |
| 1900/01   | HVV             | Den Haag         |
| 1901/02   | HVV             | Den Haag         |
| 1902/03   | HVV             | Den Haag         |
| 1903/04   | HBS             | Den Haag         |
| 1904/05   | HVV             | Den Haag         |
| 1905/06   | HBS             | Den Haag         |
| 1906/07   | HVV             | Den Haag         |
| 1907/08   | Quick           | Den Haag         |
| 1908/09   | Sparta          | Rotterdam        |
| 1909/10   | HVV             | Den Haag         |
| 1910/11   | Sparta          | Rotterdam        |
| 1911/12   | Sparta          | Rotterdam        |
| 1912/13   | Sparta          | Rotterdam        |
| 1913/14   | HVV             | Den Haag         |
| 1914/15   | Sparta          | Rotterdam        |
| 1915/16   | Willem II       | Tilburg          |
| 1916/17   | Go Ahead        | Deventer         |
| 1917/18   | Ajax            | Amsterdam        |
| 1918/19   | Ajax            | Amsterdam        |
| 1919/20   | Be Quick        | Groningen        |
| 1920/21   | NAC             | Breda            |
| 1921/22   | Go Ahead        | Deventer         |
| 1922/23   | RCH             | Haarlem          |
| 1923/24   | Feijenoord      | Rotterdam        |
| 1924/25   | HBS             | Den Haag         |
| 1925/26   | SC Enschede     | Enschede         |
| 1926/27   | Heracles        | Almelo           |
| 1927/28   | Feijenoord      | Rotterdam        |
| 1928/29   | PSV             | Eindhoven        |
| 1929/30   | Go Ahead        | Deventer         |
| 1930/31   | Ajax            | Amsterdam        |
| 1931/32   | Ajax            | Amsterdam        |
| 1932/33   | Go Ahead        | Deventer         |
| 1933/34   | Ajax            | Amsterdam        |
| 1934/35   | PSV             | Eindhoven        |
| 1935/36   | Feijenoord      | Rotterdam        |
| 1936/37   | Ajax            | Amsterdam        |
| 1937/38   | Feijenoord      | Rotterdam        |
| 1938/39   | Ajax            | Amsterdam        |
| 1939/40   | Feijenoord      | Rotterdam        |
| 1940/41   | Heracles        | Almelo           |
| 1941/42   | ADO             | Den Haag         |
| 1942/43   | ADO             | Den Haag         |
| 1943/44   | De Volewijckers | Amsterdam        |
| 1944/45   | Geen competitie | Geen competitie  |
| 1945/46   | HFC             | Haarlem          |
| 1946/47   | Ajax            | Amsterdam        |
| 1947/48   | BVV             | 's-Hertogenbosch |
| 1948/49   | SVV             | Schiedam         |
| 1949/50   | Limburgia       | Brunssum         |
| 1950/51   | PSV             | Eindhoven        |
| 1951/52   | Willem II       | Tilburg          |
| 1952/53   | RCH             | Heemstede        |
| 1953/54   | EVV Eindhoven   | Eindhoven        |
| 1954/55   | Willem II       | Tilburg          |
| 1955/56   | Rapid JC        | Kerkrade         |
| 1956/1957 | Ajax            | Amsterdam        |
| 1957/1958 | DOS             | Utrecht          |
| 1958/1959 | Sparta          | Rotterdam        |
| 1959/1960 | Ajax            | Amsterdam        |
| 1960/1961 | Feyenoord       | Rotterdam        |
| 1961/1962 | Feyenoord       | Rotterdam        |
| 1962/1963 | PSV             | Eindhoven        |
| 1963/1964 | DWS             | Amsterdam        |
| 1964/1965 | Feyenoord       | Rotterdam        |
| 1965/1966 | Ajax            | Amsterdam        |
| 1966/1967 | Ajax            | Amsterdam        |
| 1967/1968 | Ajax            | Amsterdam        |
| 1968/1969 | Feyenoord       | Rotterdam        |
| 1969/1970 | Ajax            | Amsterdam        |
| 1970/1971 | Feyenoord       | Rotterdam        |
| 1971/1972 | Ajax            | Amsterdam        |
| 1972/1973 | Ajax            | Amsterdam        |
| 1973/1974 | Feyenoord       | Rotterdam        |
| 1974/1975 | PSV             | Eindhoven        |
| 1975/1976 | PSV             | Eindhoven        |
| 1976/1977 | Ajax            | Amsterdam        |
| 1977/1978 | PSV             | Eindhoven        |
| 1978/1979 | Ajax            | Amsterdam        |
| 1979/1980 | Ajax            | Amsterdam        |
| 1980/1981 | AZ '67          | Alkmaar          |
| 1981/1982 | Ajax            | Amsterdam        |
| 1982/1983 | Ajax            | Amsterdam        |
| 1983/1984 | Feyenoord       | Rotterdam        |
| 1984/1985 | Ajax            | Amsterdam        |
| 1985/1986 | PSV             | Eindhoven        |
| 1986/1987 | PSV             | Eindhoven        |
| 1987/1988 | PSV             | Eindhoven        |
| 1988/1989 | PSV             | Eindhoven        |
| 1989/1990 | Ajax            | Amsterdam        |
| 1990/1991 | PSV             | Eindhoven        |
| 1991/1992 | PSV             | Eindhoven        |
| 1992/1993 | Feyenoord       | Rotterdam        |
| 1993/1994 | Ajax            | Amsterdam        |
| 1994/1995 | Ajax            | Amsterdam        |
| 1995/1996 | Ajax            | Amsterdam        |
| 1996/1997 | PSV             | Eindhoven        |
| 1997/1998 | Ajax            | Amsterdam        |
| 1998/1999 | Feyenoord       | Rotterdam        |
| 1999/2000 | PSV             | Eindhoven        |
| 2000/2001 | PSV             | Eindhoven        |
| 2001/2002 | Ajax            | Amsterdam        |
| 2002/2003 | PSV             | Eindhoven        |
| 2003/2004 | Ajax            | Amsterdam        |
| 2004/2005 | PSV             | Eindhoven        |
| 2005/2006 | PSV             | Eindhoven        |
| 2006/2007 | PSV             | Eindhoven        |
| 2007/2008 | PSV             | Eindhoven        |
| 2008/2009 | AZ              | Alkmaar          |
| 2009/2010 | FC Twente       | Enschede         |
| 2010/2011 | Ajax            | Amsterdam        |
| 2011/2012 | Ajax            | Amsterdam        |
| 2012/2013 | Ajax            | Amsterdam        |
| 2013/2014 | Ajax            | Amsterdam        |
| 2014/2015 | PSV             | Eindhoven        |
| 2015/2016 | PSV             | Eindhoven        |
| 2016/2017 | Feyenoord       | Rotterdam        |
| 2017/2018 | PSV             | Eindhoven        |
| 2018/2019 | Ajax            | Amsterdam        |
| 2019/2020 | Geen kampioen   | Geen kampioen    |
| 2020/2021 | Ajax            | Amsterdam        |
| 2021/2022 | Ajax            | Amsterdam        |
| 2022/2023 | Feyenoord       | Rotterdam        |
| 2023/2024 | PSV             | Eindhoven        |
| 2024/2025 | PSV             | Eindhoven        |

1. ↑  Door de Corona-uitbraak werd de competitie stilgelegd. Ajax stond toen op nummer 1, gelijk in punten met AZ maar met een beter doelsaldo, dat in Nederland leidend is voor de plek op de ranglijst.

## Titels per club
Clubs in schuine tekst zijn inactief of opgeheven. Clubs in het vetgedrukt zijn nog steeds actief in het betaald voetbal.
| Club              | Stad             | Titels | Seizoenen (1889-2024) |
| ----------------- | ---------------- | ------ | --- |
| Ajax ()           | Amsterdam        | 36     | 1917-18, 1918-19, 1930-31, 1931-32, 1933-34, 1936-37, 1938-39, 1946-47, 1956-57, 1959-60, 1965-66, 1966-67, 1967-68, 1969-70, 1971-72, 1972-73, 1976-77, 1978-79, 1979-80, 1981-82, 1982-83, 1984-85, 1989-90, 1993-94, 1994-95, 1995-96, 1997-98, 2001-02, 2003-04, 2010-11, 2011-12, 2012-13, 2013-14, 2018-19, 2020-21, 2021-22 |
| PSV ()            | Eindhoven        | 26     | 1928-29, 1934-35, 1950-51, 1962-63, 1974-75, 1975-76, 1977-78, 1985-86, 1986-87, 1987-88, 1988-89, 1990-91, 1991-92, 1996-97, 1999-00, 2000-01, 2002-03, 2004-05, 2005-06, 2006-07, 2007-08, 2014-15, 2015-16, 2017-18, 2023-24, 2024-25                                                                                           |
| Feyenoord ()      | Rotterdam        | 16     | 1923-24, 1927-28, 1935-36, 1937-38, 1939-40, 1960-61, 1961-62, 1964-65, 1968-69, 1970-71, 1973-74, 1983-84, 1992-93, 1998-99, 2016-17, 2022-23 |
| HVV ()            | Den Haag         | 10     | 1890-91, 1895-96, 1899-00, 1900-01, 1901-02, 1902-03, 1904-05, 1906-07, 1909-10, 1913-14 |
| Sparta Rotterdam  | Rotterdam        | 6      | 1908-09, 1910-11, 1911-12, 1912-13, 1914-15, 1958-59 |
| RAP               | Amsterdam        | 5      | 1891-92, 1893-94, 1896-97, 1897-98, 1898-99 |
| Go Ahead Eagles   | Deventer         | 4      | 1916-17, 1921-22, 1929-30, 1932-33 |
| Koninklijke HFC   | Haarlem          | 3      | 1889-90, 1892-93, 1894-95 |
| HBS               | Den Haag         | 3      | 1903-04, 1905-06, 1924-25 |
| Willem II         | Tilburg          | 3      | 1915-16, 1951-52, 1954-55 |
| Heracles Almelo   | Almelo           | 2      | 1926-27, 1940-41 |
| ADO Den Haag      | Den Haag         | 2      | 1941-42, 1942-43 |
| RCH               | Heemstede        | 2      | 1922-23, 1952-53 |
| AZ                | Alkmaar          | 2      | 1980-81, 2008-09 |
| RC & FC Concordia | Rotterdam        | 1      | 1888-89 |
| Quick             | Den Haag         | 1      | 1907-08 |
| Be Quick          | Groningen        | 1      | 1919-20 |
| NAC               | Breda            | 1      | 1920-21 |
| SC Enschede       | Enschede         | 1      | 1925-26 |
| De Volewijckers   | Amsterdam        | 1      | 1943-44 |
| HFC Haarlem       | Haarlem          | 1      | 1945-46 |
| BVV               | 's-Hertogenbosch | 1      | 1947-48 |
| SVV               | Schiedam         | 1      | 1948-49 |
| Limburgia         | Brunssum         | 1      | 1949-50 |
| EVV Eindhoven     | Eindhoven        | 1      | 1953-54 |
| Rapid JC          | Kerkrade         | 1      | 1955-56 |
| DOS               | Utrecht          | 1      | 1957-58 |
| DWS               | Amsterdam        | 1      | 1963-64 |
| FC Twente         | Enschede         | 1      | 2009-10 |

## Titels per stad
| Stad             | Kampioenschappen | Clubs                                                      |
| ---------------- | ---------------- | ---------------------------------------------------------- |
| Amsterdam        | 43               | Ajax (36), RAP Amsterdam (5), DWS (1), De Volewijckers (1) |
| Eindhoven        | 27               | PSV (26), FC Eindhoven (1)                                 |
| Rotterdam        | 23               | Feyenoord (16), Sparta (6), Concordia (1)                  |
| Den Haag         | 16               | HVV (10), HBS (3), ADO Den Haag (2), Quick Den Haag (1)    |
| Haarlem          | 5                | HFC (3), RCH (1), Haarlem (1)                              |
| Deventer         | 4                | Go Ahead (4)                                               |
| Tilburg          | 3                | Willem II (3)                                              |
| Alkmaar          | 2                | AZ (2)                                                     |
| Almelo           | 2                | Heracles (2)                                               |
| Enschede         | 2                | SC Enschede (1), FC Twente (1)                             |
| Breda            | 1                | NAC (1)                                                    |
| Brunssum         | 1                | Limburgia (1)                                              |
| Groningen        | 1                | Be Quick (1)                                               |
| Heemstede        | 1                | RCH (1)                                                    |
| Kerkrade         | 1                | Rapid JC (1)                                               |
| 's-Hertogenbosch | 1                | BVV (1)                                                    |
| Schiedam         | 1                | SVV (1)                                                    |
| Utrecht          | 1                | DOS (1)                                                    |
| Totaal           | 134              |                                                            |

## Titels per provincie
| Provincie     | Kampioenschappen | Clubs                                                                                     |
| ------------- | ---------------- | ----------------------------------------------------------------------------------------- |
| Noord-Holland | 51               | Ajax (36), RAP (5), HFC (3), RCH (2), AZ (2), DWS (1), Haarlem (1), De Volewijckers (1)   |
| Zuid-Holland  | 40               | Feyenoord (16), HVV (10), Sparta (6), HBS (3), ADO (2), Concordia (1), Quick (1), SVV (1) |
| Noord-Brabant | 32               | PSV (26), Willem II (3), BVV (1), Eindhoven (1), NAC (1)                                  |
| Overijssel    | 8                | Go Ahead (4), Heracles (2), SC Enschede (1), FC Twente (1)                                |
| Limburg       | 2                | Limburgia (1), Rapid JC (1)                                                               |
| Groningen     | 1                | Be Quick (1)                                                                              |
| Utrecht       | 1                | DOS (1)                                                                                   |
| Totaal        | 134              |                                                                                           |

Nederlands landskampioenschap

1888/89 · 
1889/90 ·
1890/91 ·
1891/92 ·
1892/93 ·
1893/94 ·
1894/95 ·
1895/96 ·
1896/97 ·
1897/98 ·
1898/99 ·
1899/00 ·
1900/01 ·
1901/02 ·
1902/03 ·
1903/04 ·
1904/05 ·
1905/06 ·
1906/07 ·
1907/08 ·
1908/09 ·
1909/10 ·
1910/11 ·
1911/12 ·
1912/13 ·
1913/14 ·
1914/15 ·
1915/16 ·
1916/17 ·
1917/18 ·
1918/19 ·
1919/20 ·
1920/21 ·
1921/22 ·
1922/23 ·
1923/24 ·
1924/25 ·
1925/26 ·
1926/27 ·
1927/28 ·
1928/29 ·
1929/30 ·
1930/31 ·
1931/32 ·
1932/33 ·
1933/34 ·
1934/35 ·
1935/36 ·
1936/37 ·
1937/38 ·
1938/39 ·
1939/40 ·
1940/41 ·
1941/42 ·
1942/43 ·
1943/44 ·
1944/45 ·
1945/46 ·
1946/47 ·
1947/48 ·
1948/49 ·
1949/50 ·
1950/51 ·
1951/52 ·
1952/53 ·
1953/54
Betaald voetbal

Eerste klasse 1954/55 ·
Hoofdklasse 1955/56
Eredivisie

1956/57 · 1957/58 · 1958/59 · 1959/60 · 1960/61 · 1961/62 · 1962/63 · 1963/64 · 1964/65 · 1965/66 · 1966/67 · 1967/68 · 1968/69 · 1969/70 · 1970/71 · 1971/72 · 1972/73 · 1973/74 · 1974/75 · 1975/76 · 1976/77 · 1977/78 · 1978/79 · 1979/80 · 1980/81 · 1981/82 · 1982/83 · 1983/84 · 1984/85 · 1985/86 · 1986/87 · 1987/88 · 1988/89 · 1989/90 · 1990/91 · 1991/92 · 1992/93 · 1993/94 · 1994/95 · 1995/96 · 1996/97 · 1997/98 · 1998/99 · 1999/00 · 2000/01 · 2001/02 · 2002/03 · 2003/04 · 2004/05 · 2005/06 · 2006/07 · 2007/08 · 2008/09 · 2009/10 · 2010/11 · 2011/12 · 2012/13 · 2013/14 · 2014/15 · 2015/16 · 2016/17 · 2017/18 · 2018/19 · 2019/20 · 2020/21 · 2021/22 · 2022/23 · 2023/24 · 2024/25 · 2025/26